# Eudendrium glomeratum
Eudendrium glomeratum (Picard, 1951) è un idrozoo della famiglia Eudendriidae. 

## Habitat e distribuzione
Strettamente bentonico, costituisce la preda di alcune specie di Nudibranchia (Flabellina affinis, Flabellina ischitana).